# Caribbean Centre for Development Administration
Het Caribbean Centre for Development Administration (CARICAD) is een instelling van de Caricom.
Het centrum werd opgericht in 1975 en is gevestigd in Saint Michael in Barbados. Het doel is om ontwikkeling en duurzaamheid binnen de landen te faciliteren en verbeteren en om sociale partnerschappen in dit proces aan te moedigen.

## Aangesloten landen
De volgende landen zijn aangesloten bij de CARICAD:
- Anguilla
- Antigua en Barbuda
- Bahama's
- Barbados
- Belize
- Britse Maagdeneilanden
- Dominica
- Grenada
- Guyana
- Jamaica
- Montserrat
- Saint Kitts en Nevis
- Saint Lucia
- Saint Vincent en de Grenadines
- Suriname
- Trinidad en Tobago
- Turks- en Caicoseilanden